# Xã Kingston, Quận Sargent, Bắc Dakota
Xã Kingston (tiếng Anh: Kingston Township) là một xã thuộc quận Sargent, tiểu bang Bắc Dakota, Hoa Kỳ. Năm 2010, dân số của xã này là 85 người.